# Coenagrion angulatum
Coenagrion angulatum är en trollsländeart som beskrevs av Walker 1912. Coenagrion angulatum ingår i släktet blå flicksländor, och familjen sommarflicksländor. Inga underarter finns listade i Catalogue of Life.